# European Challenge Cup 2000-01
La European Rugby Challenge Cup 2000-2001 fue la quinta temporada  de la European Rugby Challenge Cup, la segunda competición de rugby union por clubes de los países integrantes del Torneo de las Seis Naciones, y algún que otro participante de otros países.

## Fase de grupos

### Grupo 1
| Team              | PJ | PG | PE | PP | TF | TC | DT  | PF  | PC  | Dif  | Pts |
| ----------------- | -- | -- | -- | -- | -- | -- | --- | --- | --- | ---- | --- |
| Newcastle Falcons | 6  | 5  | 0  | 1  | 27 | 10 | 17  | 234 | 99  | 135  | 10  |
| Benetton Treviso  | 6  | 5  | 0  | 1  | 17 | 11 | 6   | 157 | 97  | 60   | 10  |
| Bordeaux-Begles   | 6  | 2  | 0  | 4  | 17 | 14 | 3   | 136 | 152 | -16  | 4   |
| Cross Keys        | 6  | 0  | 0  | 6  | 7  | 33 | -26 | 60  | 239 | -179 | 0   |

### Grupo 2
| Team        | PJ | PG | PE | PP | TF | TC | DT  | PF  | PC  | Dif | Pts |
| ----------- | -- | -- | -- | -- | -- | -- | --- | --- | --- | --- | --- |
| Béziers     | 6  | 5  | 0  | 1  | 14 | 10 | 4   | 151 | 112 | 39  | 10  |
| Montferrand | 6  | 4  | 0  | 2  | 23 | 9  | 14  | 201 | 107 | 94  | 8   |
| Neath       | 6  | 2  | 0  | 4  | 16 | 23 | -7  | 151 | 192 | -41 | 4   |
| Connacht    | 6  | 1  | 0  | 5  | 4  | 15 | -11 | 60  | 152 | -92 | 2   |

### Grupo 3
| Team             | PJ | PG | PE | PP | TF | TC | DT | PF  | PC  | Dif | Pts |
| ---------------- | -- | -- | -- | -- | -- | -- | -- | --- | --- | --- | --- |
| Perpignan        | 6  | 4  | 0  | 2  | 20 | 9  | 11 | 187 | 105 | 82  | 8   |
| Rotherham Titans | 6  | 4  | 0  | 2  | 13 | 19 | -6 | 122 | 136 | -14 | 8   |
| Bridgend RFC     | 6  | 2  | 0  | 4  | 15 | 16 | -1 | 144 | 166 | -22 | 4   |
| Grenoble         | 6  | 2  | 0  | 4  | 12 | 16 | -4 | 120 | 166 | -46 | 4   |

### Grupo 4
| Team        | PJ | PG | PE | PP | TF | TC | DT  | PF  | PC  | Dif  | Pts |
| ----------- | -- | -- | -- | -- | -- | -- | --- | --- | --- | ---- | --- |
| SU Agen     | 6  | 5  | 0  | 1  | 37 | 5  | 32  | 259 | 91  | 168  | 10  |
| Sale Sharks | 6  | 4  | 0  | 2  | 16 | 18 | -2  | 178 | 155 | 23   | 8   |
| Auch        | 6  | 2  | 1  | 3  | 16 | 21 | -5  | 134 | 185 | -51  | 5   |
| Caerphilly  | 6  | 0  | 1  | 5  | 11 | 36 | -25 | 128 | 268 | -140 | 1   |

### Grupo 5
| Team           | PJ | PG | PE | PP | TF | TC | DT  | PF  | PC  | Dif  | Pts |
| -------------- | -- | -- | -- | -- | -- | -- | --- | --- | --- | ---- | --- |
| NEC Harlequins | 6  | 5  | 0  | 1  | 22 | 8  | 14  | 188 | 80  | 108  | 10  |
| Dax            | 6  | 5  | 0  | 1  | 17 | 10 | 7   | 152 | 103 | 49   | 10  |
| Ebbw Vale      | 6  | 1  | 0  | 5  | 13 | 18 | -5  | 120 | 151 | -31  | 2   |
| Périgueux      | 6  | 1  | 0  | 5  | 9  | 25 | -16 | 94  | 220 | -126 | 2   |

### Grupo 6
| Team         | PJ | PG | PE | PP | TF | TC | DT  | PF  | PC  | Dif  | Pts |
| ------------ | -- | -- | -- | -- | -- | -- | --- | --- | --- | ---- | --- |
| London Irish | 6  | 5  | 0  | 1  | 25 | 13 | 12  | 254 | 106 | 148  | 10  |
| Brive        | 6  | 5  | 0  | 1  | 23 | 11 | 12  | 184 | 143 | 41   | 10  |
| Aurillac     | 6  | 2  | 0  | 4  | 20 | 17 | 3   | 155 | 179 | -24  | 4   |
| Piacenza     | 6  | 0  | 0  | 6  | 10 | 37 | -27 | 90  | 255 | -165 | 0   |

### Grupo 7
| Team            | PJ | PG | PE | PP | TF | TC | DT  | PF  | PC  | Dif  | Pts |
| --------------- | -- | -- | -- | -- | -- | -- | --- | --- | --- | ---- | --- |
| Mont de Marsan  | 6  | 5  | 0  | 1  | 22 | 8  | 14  | 177 | 113 | 64   | 10  |
| La Rochelle     | 6  | 3  | 1  | 2  | 21 | 11 | 10  | 167 | 113 | 54   | 7   |
| Bristol Shoguns | 6  | 3  | 1  | 2  | 17 | 16 | 1   | 199 | 147 | 52   | 7   |
| Rugby Parma     | 6  | 0  | 0  | 6  | 12 | 37 | -25 | 92  | 262 | -170 | 0   |

### Grupo 8
| Team          | PJ | PG | PE | PP | TF | TC | DT  | PF  | PC  | Dif | Pts |
| ------------- | -- | -- | -- | -- | -- | -- | --- | --- | --- | --- | --- |
| Narbonne      | 4  | 3  | 1  | 0  | 13 | 9  | 4   | 124 | 76  | 48  | 7   |
| Bourgoin      | 4  | 2  | 1  | 1  | 13 | 6  | 7   | 104 | 83  | 21  | 5   |
| Rugby Viadana | 4  | 0  | 0  | 4  | 8  | 19 | -11 | 78  | 147 | -69 | 0   |

## Fase final

### Cuartos de final
| 27 de enero | RC Narbonne | 34 - 24 | Perpiñán |  |  |

| 27 de enero | Sporting Union Agen | 31 - 0 | Béziers |  |  |

| 28 de enero | Brive | 13 - 20 | Harlequins |  |  |

| 28 de enero | Newcastle Falcons | 61 - 23 | Mont de Marsan |  |  |

### Semifinales
| 21 de abril | RC Narbonne | 22 - 15 | Sporting Union Agen |  |  |

| 22 de abril | Harlequins | 17 - 12 | Newcastle Falcons |  |  |

### Final
| 20 de mayo | Harlequins | 42 - 33 | RC Narbonne | Madejski Stadium,               |  |
|            |            |         |             | Asistencia: 11.211 espectadores |  |

| Bandera de Inglaterra |
| Campeón Harlequins    |
| Primer título         |